# Monts Caribou (Alberta)
Les monts Caribou sont un massif de montagnes dans le Nord de l'Alberta au Canada s'élevant de 700 m au-dessus des basses-terres environnantes. Leur point culminant atteint une altitude de 1 030 m, ce qui en fait le sommet le plus élevé dans le Nord de l'Alberta. Le parc provincial sauvage des Caribou Mountains, le plus grand parc de la province, a été créé en 2001 pour protéger l'environnement unique des monts Caribou.